# Jeanne-Marie Latour
Jeanne-Marie Latour ou Rudavel, Pauline ou Sara dite « La belle Montpelliéraine » est la fille d’un noble portugais. Elle est née à Aigues-Mortes. L’année de sa naissance reste inconnue.
Elle a entrepris plusieurs voyages à travers l’Europe en passant par l'Autriche, l'Allemagne, la France, l’Italie... Elle est décrite comme étant une femme charmante, jeune et belle à la chevelure blonde et à la peau blanche. Elle connaît plusieurs hommes, dont Casanova même si ce dernier n’a jamais reconnu avoir de relation intime avec elle.

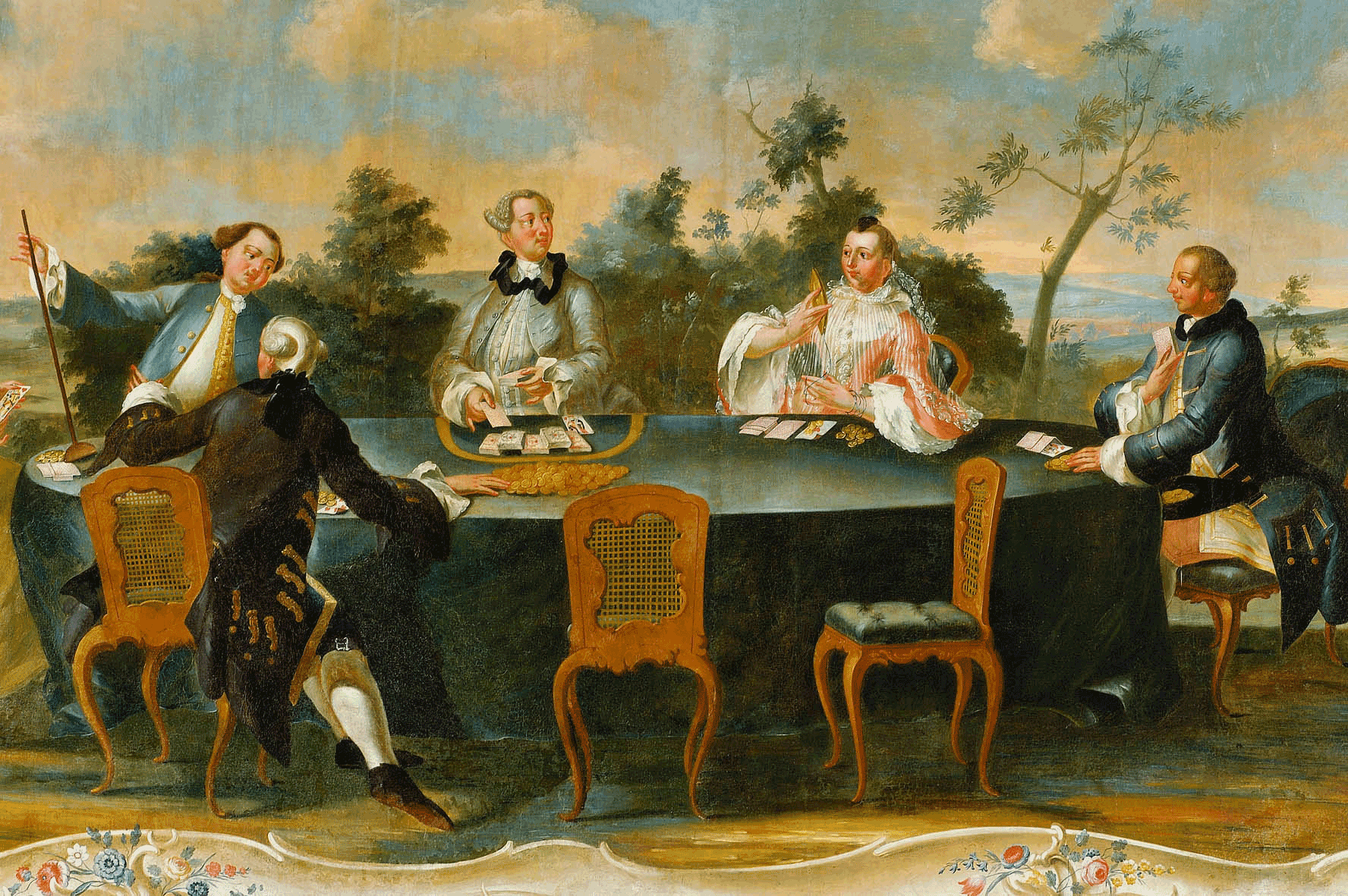
Johann Baptist Anton Raunacher (1729-1771), Wandbespannung im Raunacher-Zimmer von Schloss Eggenberg, Graz

## Biographie
A seize ans, elle épouse à Montpellier Vincent Latour, marchand de vin et apothicaire. Comme le couple est pauvre, Jeanne-Marie décide de se faire marchande de mode itinérante. A Paris, elle rencontre deux aventuriers, le marquis et escroc Louis de Castelbajac (qui lui sert de faux mari) et un Autrichien, le comte de Schwerin, qui est son amant. Elle s'embarque avec eux pour l'Angleterre. Elle dupe les adversaires des deux hommes lors de jeux d’argent. Par exemple en 1763, à Londres, elle distrait les joueurs que les deux fripons entendent plumer au pharaon.

### La maîtresse de Casanova
En écrivant ses Mémoires, Casanova se fait un devoir de masquer le nom de ses diverses maîtresses, afin de garantir leur anonymat. Ainsi, depuis longtemps déjà, des "casanovistes" tentent de déjouer les divers stratagèmes imaginés par le «galantuomo» afin de protéger la réputation des femmes qu'il a aimées. Pour certaines toutefois le mystère s'avère plus malaisé à lever. À preuve cette Montpelliéraine que Casanova rencontre à Londres en 1763 ; qui devint sa maîtresse à Dresde, trois ans plus tard ; puis qu'il retrouve à Montpellier en 1769. « Une des plus jolies femmes de toute la France », écrit-il dans son livre. Appelée souvent " la Castelbajac " ou " Mme Blasin ", il faudra attendre la fin du XXe siècle et le bicentenaire de la mort du Vénitien pour que la belle Montpelliéraine recouvre enfin son identité.

### Extrait
« En janvier 1769, Casanova passe une dizaine de jours à Montpellier. Dans l'Histoire de ma vie, il consacre plusieurs pages à ce séjour. Il évoque l'aménité des habitants de la ville, la chère exquise que l'on y fait, la renommée de ses médecins et le talent de la troupe des comédiens attachés à son théâtre. Mais, comme le plus souvent chez lui, c'est finalement l' "odor di femmina" qui l'entraîne et le guide. Ainsi, il retrouve à Montpellier une jeune femme dont l'itinéraire singulier a déjà par deux fois croisé le sien. À Londres, tout d'abord, en 1763 ; puis à Leipzig, trois ans plus tard. L'aventure amoureuse qu'ils ont vécue en cette occasion ayant semble-t-il laissé à Casanova un souvenir inoubliable. »

### Résumé deCasanova et la belle Montpellieraine
C'est chez le noble et libertin Lord Pembroke, lors d'une partie de cartes qu'elle rencontre pour la première fois Casanova. Plus tard, lors d’une réception chez le général Beckwith, le marquis, le comte, Casanova et  Jeanne-Marie Rudavel se retrouvent attablés pour jouer au pharaon. Le lendemain, Casanova s'aperçoit que l’argent mis en jeu par Castelbajac est constitué de faux billets. Il porte plainte mais les deux voleurs prennent la fuite.
La jeune femme perd la compagnie des deux hommes qui se sont enfuis sans elle. Après deux jours de solitude et totalement démunie, elle se retrouve obligée d’avouer la vérité. Elle confie à Casanova que Louis de Castelbajac n’est pas son mari et qu’elle cherche surtout la protection financière d’un homme. Casanova, ému par l’honnêteté de la jeune femme finance son déplacement jusqu’à Calais où elle part rejoindre Schwerin. Trois ans plus tard, en 1766, Jeanne-Marie et Casanova se retrouvent à Leipzig, celle-ci est dans une situation financière presque pire que la précédente. Schwerin est en prison à la suite d' une nouvelle fraude.
Casanova l'héberge et lui promet d’être son protecteur. Il lui demande de l'accompagner à Dresde. Jeanne-Marie accepte et est confiée à un médecin parce qu’elle a contracté la variole, infection transmise par Schwerin. Durant ces trois années elle dit s’être rendue en France avec Schwerin. Avec Casanova, elle se rend ensuite à Prague, à Vienne… Elle se fait alors appeler “Mlle Basin, marchande de mode” . Le 30 décembre 1766, elle quitte l’Autriche pour Montpellier en passant par Strasbourg et Lyon.
En 1769, Casanova séjourne dix jours à Montpellier à l’auberge du Cheval Blanc. Il part à la recherche de son amie et la retrouve, Jeanne-Marie est parfaitement heureuse, elle ne fréquente plus Castelbajac et Schwerin. Elle a retrouvé son mari et son entourage qui lui a pardonné son absence.